# Săliștea
Săliștea (anciennement Cioara, en hongrois : Alsócsóra, en allemand : Tschora) est une commune du județ d'Alba, Roumanie qui compte 2 197 habitants.
La commune est composée de quatre villages : Mărgineni, Săliștea, Săliștea-Deal et Tărtăria.

## Démographie
D'après le recensement de 2011, la commune compte 2 197 habitants, en forte baisse par rapport au recensement de 2002 où elle en comptait 2 374.
Lors de ce recensement de 2011, 95,18 % de la population se déclare roumaine (4,82 % ne déclare pas d'appartenance ethnique).

## Politique
| Période                                  | Période  | Identité           | Étiquette | Qualité |
| ---------------------------------------- | -------- | ------------------ | --------- | ------- |
| Les données manquantes sont à compléter. |          |                    |           |         |
| 2004                                     | En cours | Aurel Emil Stănilă | PNL       |         |

| Parti | Parti                        | Sièges |
| ----- | ---------------------------- | ------ |
|       | Parti national libéral (PNL) | 8      |
|       | Parti social-démocrate (PSD) | 3      |

## Galerie
|                                                                    |
| L'église en bois Sfinții Arhangheli Mihail și Gavriil de Săliștea. |

|                                        |
| Église Sfinții Arhangheli de Săliștea. |

|                   |
| Vue sur Săliștea. |